# المسجد الزيداني (تبنة)
المسجد الزيداني في تبنة هو مسجد شيده أحمد بن ظاهر الزيداني، ابن ظاهر العمر عام 1185 هـ، وهو المسجد الزيداني الوحيد في الأردن الذي ما زال قائماً. يحتفظ المسجد بهيكله العام رغم بعض الهدم الذي تعرض له بفعل التقلبات الجوية على مدى السنوات الطويلة. وقد استمر المسجد قائماً تُقام فيه الصلاة وتُعقد فيه مجالس العلم إلى نهاية القرن الثامن عشر والنصف الأول من القرن التاسع عشر؛ أي إلى أن هُدم الجزء الشرقي من سقف المسجد بفعل زلزال ضرب المنطقة حينئذ. كما جدد بناء المسجد في ثمانينيات القرن العشرين الميلادي مع المحافظة على البناء الأصيل للمسجد وترميمه وصيانته لِتَعود الصلاة والأذان إليه مجدداً.